# Schneppe (Windeck)

Die alten Ortsteile von Alsen 1900

Schneppe war eine Ortschaft in der Gemeinde Windeck im Rhein-Sieg-Kreis.

## Lage
Schneppe liegt auf dem Leuscheid. Es bildet heute den westlichen Teil von Alsen.

## Geschichte
Schneppe bedeutet lokal eine Zollstelle in den Landwehren, hergeleitet von schnappen.
Das Dorf gehörte zum Kirchspiel Leuscheid und zeitweise zur Bürgermeisterei Herchen.
1830 gab es Schneppe als Siedlung noch nicht im Verzeichnis. In der Karte von Tranchot (1801–1828) ist Die Schneppe aber schon mit mehreren Häusern verzeichnet.
1845 hatte der Weiler 31 Bewohner in fünf Häusern, bis auf einen Katholiken waren alle evangelisch.
1888 hatte Schneppe 42 Bewohner in sieben Häusern.
1910 wohnten im Ort die Haushaltsvorstände Lehrer Wilhelm Barten, die erwerbslose Elisabeth Dünzer, Ackerer Karl Hähner, der auch Rendant der Leuscheider Spar- und Darlehenskasse war, Bergmann Friedrich Helpensteller, Briefträger Gerhard Helpensteller und Ackerer Johann Gerhard Helpensteller, Obstbaumschule August Hundhausen, der auch eine Kanarienzüchterei hatte, Ackerer Gustav Hundhausen, Uhrmacher Johann Gustav Thönnes, Witwe Peter Weber und Ackerer Paul Weirich, also elf Haushalte.
1962 hatte das Dorf 30 Einwohner, 1976 waren es 24.